# هانيا عمار
هانيا عمار هي ممثلة فرنسية - جزائرية ولدت في منطقة القبايل ورحلت إلى فرنسا عندما كانت بالكاد تبلغ من العمر عامًا. حاصلة على درجة الماجستير من جامعة باريس السوربون. شاركت في عدة أفلام ومسلسلات من ضمنها لطفي  (2015)، البئر (2016) وحادث النيل هيلتون . · 

## وصلات خارجية
- هانيا عمار على موقع IMDb (الإنجليزية)
- هانيا عمار على موقع ألو سيني (الفرنسية)
- هانيا عمار على موقع قاعدة بيانات الفيلم (الإنجليزية)